# Sonic Runners Adventure
Sonic Runners Adventure es un juego de plataformas de corredores sin fin publicado por Gameloft para teléfonos móviles con Android y Java. Como parte de la serie Sonic the Hedgehog , el juego es una secuela de Sonic Runners de 2015. El juego se lanzó por primera vez en regiones selectas el 10 de junio de 2017 y se lanzó al resto del mundo el 9 de agosto de 2017. Recibió críticas generalmente positivas de los críticos, que elogiaron su presentación, jugabilidad y diseño de niveles. aunque se criticó su cantidad de anuncios y problemas técnicos. También fue un éxito comercial, en contraste con su predecesor.

## Jugabilidad
Similar a su predecesor Sonic Runners, Sonic Runners Adventure es un juego de plataformas con infinitos elementos de corredor. Los jugadores eligen entre varios personajes diferentes, cada uno con habilidades únicas. Los jugadores deben guiar a su personaje elegido a través de una serie de niveles basados en ubicaciones en Sonic Generations y Sonic Lost World. Los personajes avanzan automáticamente, por lo que los jugadores deben tocar su pantalla para evitar obstáculos y enemigos. Hay anillos de oro dispersos alrededor de los niveles, que sirven como una forma de salud: los anillos protegen al jugador de enemigos u obstáculos, aunque se dispersan cuando el jugador es golpeado y parpadean antes de desaparecer. También se han realizado varios cambios con respecto al juego original; el juego se puede jugar sin conexión, y hay tres tipos de niveles en el juego: "Finito", "En bucle" e "Infinito".

## Desarrollo
En abril de 2017, Gameloft lanzó accidentalmente una página web de preguntas frecuentes para una supuesta secuela del juego de carreras sin fin de Sonic Team 2015, Sonic Runners, titulado Sonic Runners Adventure. La página se eliminó rápidamente,  aunque luego se restauró cuando el juego se lanzó en las regiones PAL el 10 de junio de 2017. Cuando el juego se lanzó inicialmente en agosto, el juego solo se hizo exclusivo de Gameloft store en la que se tuvo que pagar dinero para descargar la aplicación. Sin embargo, el 1 de diciembre de 2017, Gameloft anunció oficialmente en las redes sociales y su sitio web que el juego se lanzará oficialmente en la App Store y Google Play pronto.

## Recepción
Carter Dotson de TouchArcade expresó la esperanza de que una versión iOS del juego sería puesto en la store, y alabó el hecho de que se trataba de un juego con un precio fijo, en lugar del original enfoque freemium de Runner. El juego recibió críticas generalmente positivas de los críticos. Actualmente tiene una puntuación de Metacritic de 78 sobre 100, lo que indica "críticas generalmente favorables",  con la jugabilidad, el diseño de niveles y la presentación recibiendo elogios, aunque su cantidad de anuncios y técnica fueron criticadas. Fue un éxito comercial, a diferencia de su predecesor.